# A Kind of Magic (canção)
"A Kind of Magic" é uma canção do álbum homônimo, lançado em 1986 pela banda britânica de rock Queen, escrita pelo baterista Roger Taylor.
Taylor escreveu a melodia e acordes da versão que apareceu no filme Highlander, faixa na qual Brian May descreveu como "muito fúnebre e pesada." Freddie Mercury compôs uma novas linhas de baixo, acrescentou breaks instrumentais, e mudou a ordem dos versos da canção para torná-la mais agradável. Esta nova versão, adaptada a partir da composição de Taylor foi produzida por Mercury e David Richards, porém somente Roger recebeu créditos autorais. Embora a versão de Taylor é a do filme, a versão de Mercury aparece no álbum. A versão de Taylor de "A Kind of Magic" só foi lançada na remaster do álbum, lançada em 2011.
Foi usada como tema de abertura da série "O Grande Gonzalez" com a FOX e o Porta dos Fundos.

## Ficha técnica
Banda
- Freddie Mercury - vocais
- Brian May - guitarra
- Roger Taylor - bateria, guitarra, vocais de apoio, sintetizadores e composição
- John Deacon - baixo